# بينس ديميتر
بينس ديميتر (بالمجرية: Demeter Bence)‏ هو متسابق خماسي حديث مجري، ولد في 20 مارس 1990 في سيكشفهيرفار في المجر.

## وصلات خارجية
- بينس ديميتر على موقع الاتحاد الدولي للخماسي الحديث (الإنجليزية)
- بينس ديميتر على موقع اللجنة الأولمبية الدولية (الإنجليزية)
- بينس ديميتر على موقع أوليمبيديا (الإنجليزية)